# Chemesquemena
Chemesquemena es uno de los centros poblados del municipio colombiano de Valledupar y una de las comunidades que integran el Resguardo indígena Kankuamo, ubicada al norte, en la parte alta de las montañas de la Sierra Nevada de Santa Marta, en el departamento del Cesar. También tiene habitantes de la etnia Kogui.

## Geografía
Limita hacia el norte con el centro poblado Guatapurí; al occidente con el centro poblado Sabana Crespo. Hacia el sur con el corregimientos de Río Seco y hacia el oriente y suroriente limita con el centro poblado Los Haticos. 
El centro poblado también hace parte de la cuenca del río Guatapurí. Uno de los afluentes del Guatapurí es el río Donachuí, que atraviesa el centro poblado Chemesquemena hasta desembocar en el Guatapurí.

## Historia
El centro poblado Chemesquemena fue creado por Acuerdo Municipal 006 de Valledupar, el 18 de agosto de 1980.
Entre los años 1999 y 2000, unas 300 familias de la etnia indígena kankuama fueron desplazadas de sus pueblos tradicionales en Atánquez, La Mina, Chemesquemena y Guatapurí por amenazas de los paramilitares. Algunos indígenas buscaron refugio en partes altas de la Sierra Nevada, otros se asentaron en Valledupar, Mariangola, Villa Germania, Bogotá e incluso Venezuela.

## Organización político-administrativa

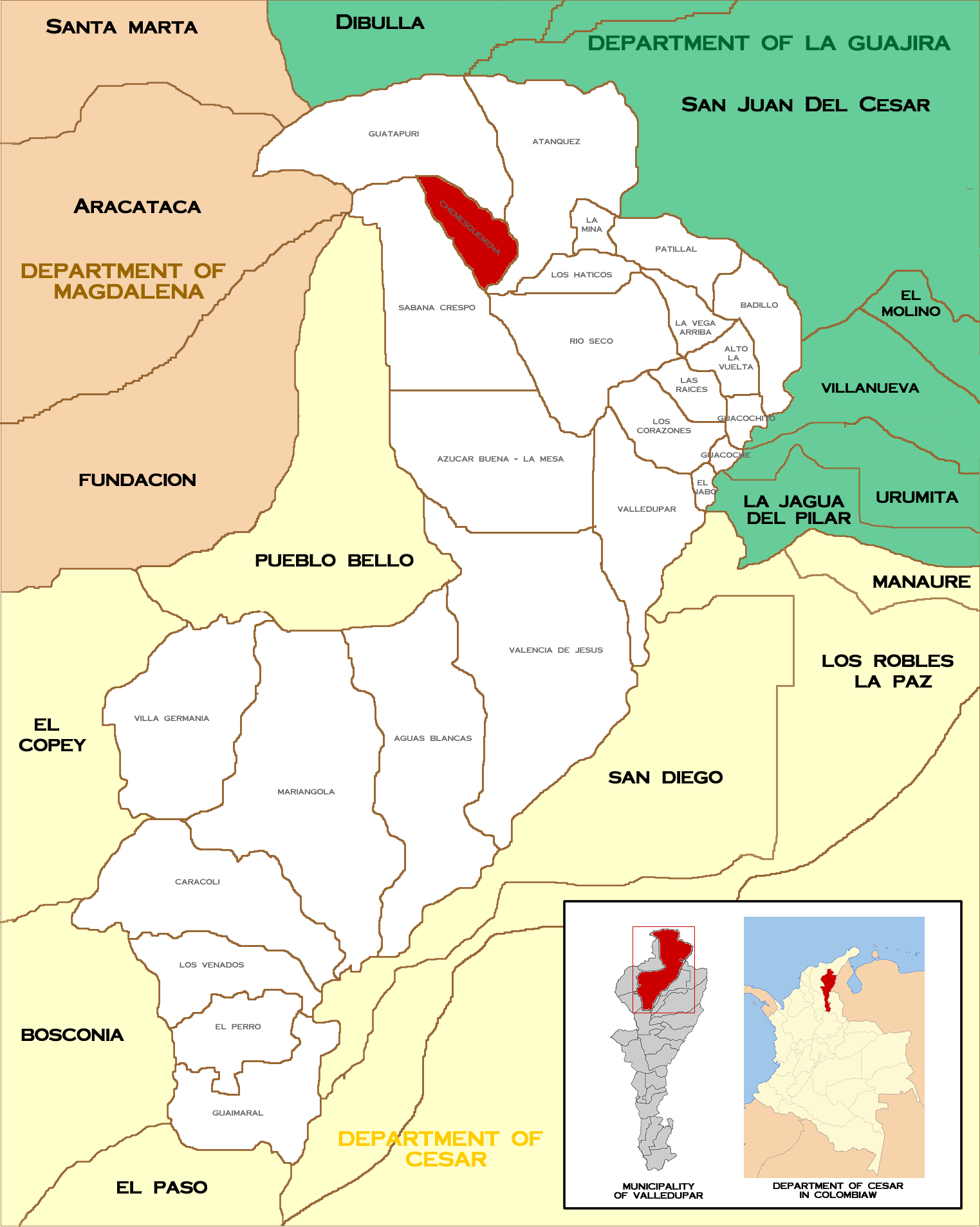
Ubicación de Chemesquemena en el municipio de Valledupar

El centro poblado es parte de un Resguardo Indígenas, ciertas determinaciones son hechas por el cabildo gobernador indígena. 

### Veredas
Las siguientes son las veredas que forman parte del área de influencia del centro poblado Chemesquemena:
- El Poder
- La Macana
- Yosagaca
- San Pablo
- La Montaña